# تام باکستر (بازیکن فوتبال، زاده ۱۸۹۳)
تام باکستر (انگلیسی: Tom Baxter؛ زادهٔ ۱ ژانویهٔ ۱۸۹۳) بازیکن فوتبال اهل بریتانیا است.
از باشگاه‌هایی که در آن بازی کرده‌است می‌توان به باشگاه فوتبال چلسی اشاره کرد.